# Gösta Berggren
Gösta Berggren (* 27. Juli 1910; † 21. Juni 2002) war ein schwedischer Skispringer.

## Werdegang
Berggren, der für den Bodens BK startete, gewann 1937 seinen ersten und einzigen Schwedischen Meistertitel im Einzel. Ein Jahr später bei der Nordischen Skiweltmeisterschaft 1938 im finnischen Lahti erreichte er im Einzelspringen den 17. Platz.